# 도미니카 연방 요리

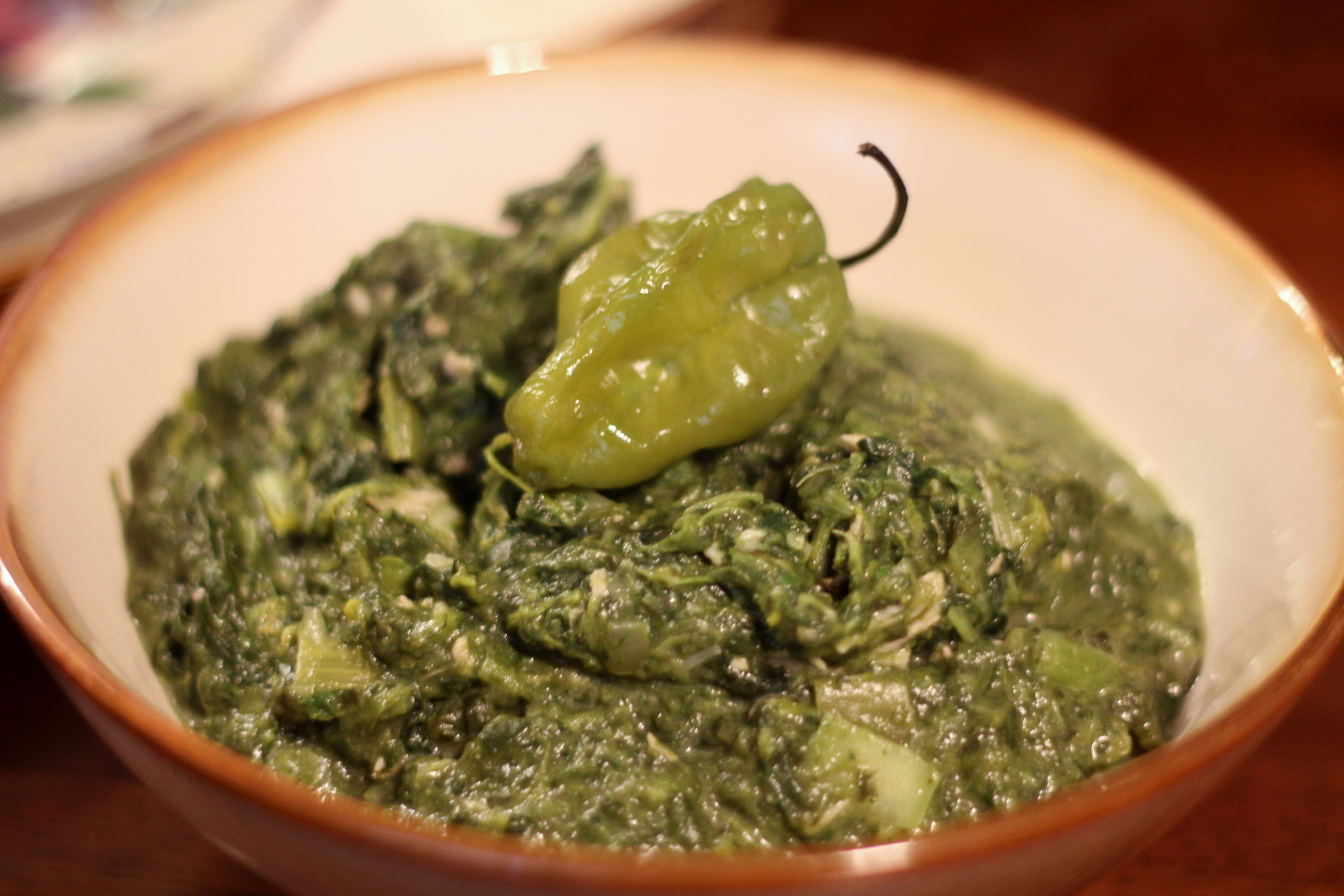
칼랄루

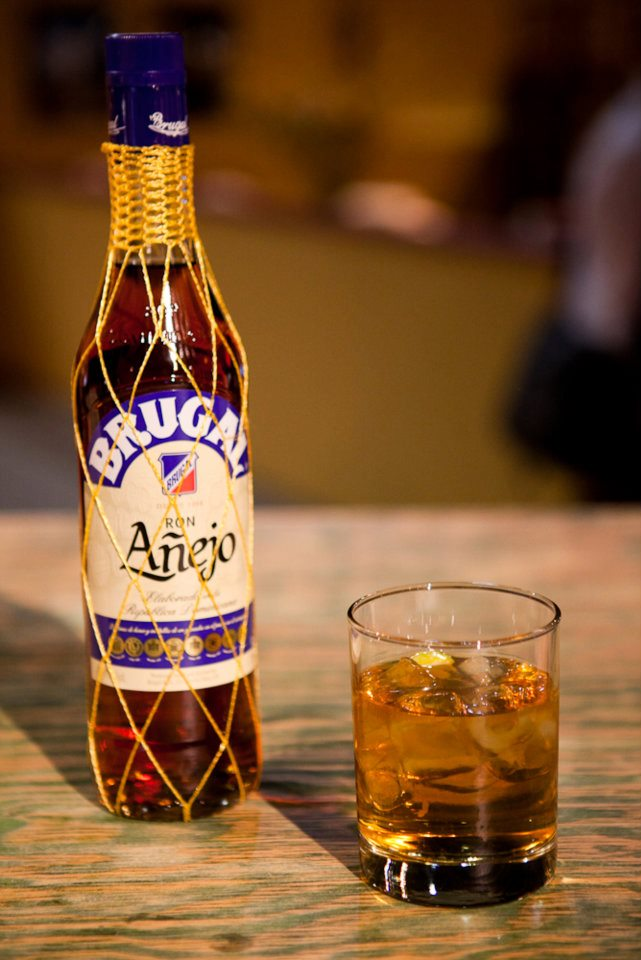
럼

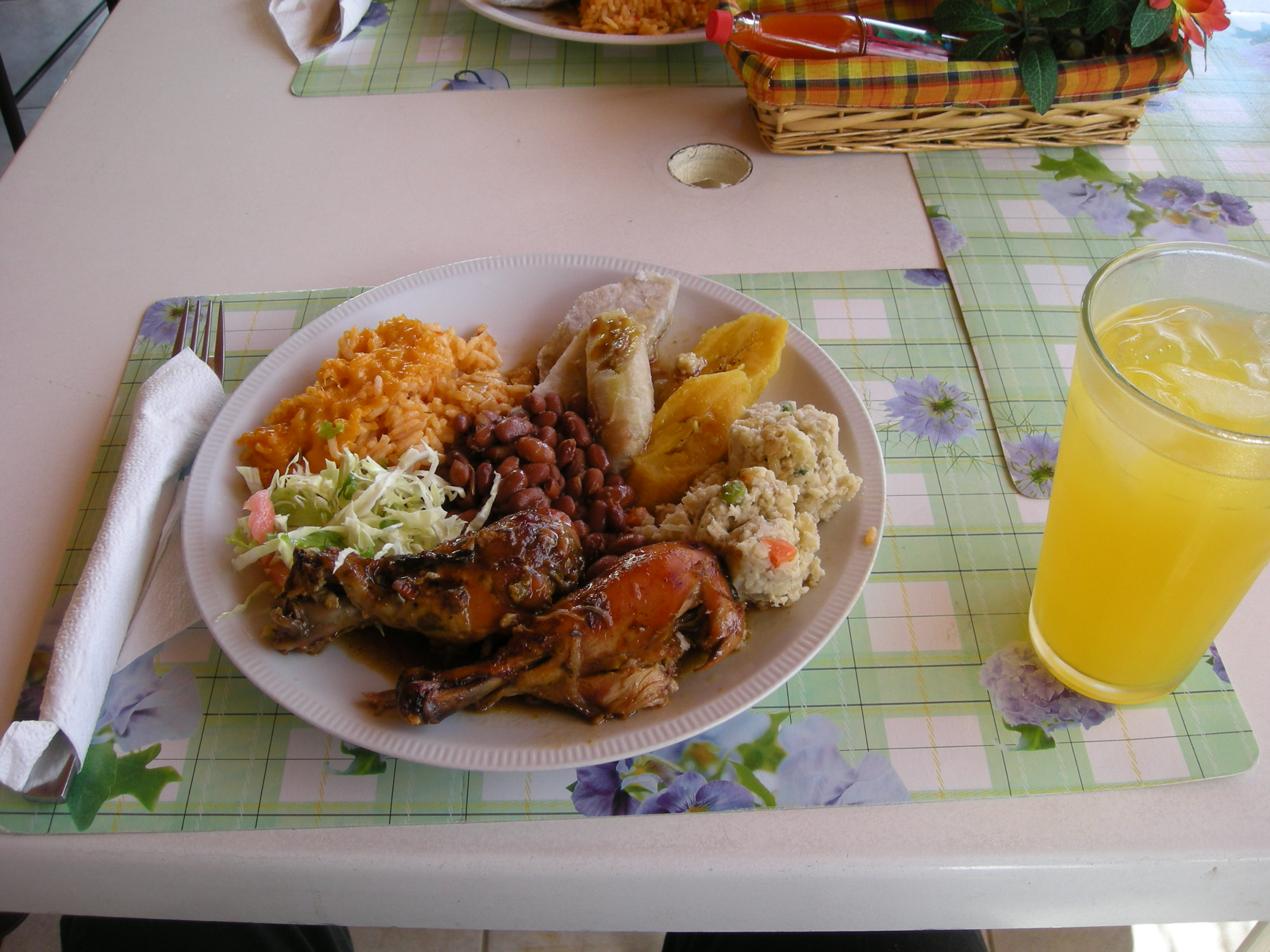

도미니카 연방 요리(Dominica 聯邦 料理, 영어: Dominican cuisine 도미니컨 퀴진[*])는 카리브 지역에 있는 도미니카 연방의 요리이다.

## 음료
- 럼
- 차

## 같이 보기
- 카리브 요리